# Sacramento Kings 2007-2008
La stagione 2007-08 dei Sacramento Kings fu la 59ª nella NBA per la franchigia.
I Sacramento Kings arrivarono quarti nella Pacific Division della Western Conference con un record di 38-44, non qualificandosi per i play-off.

## Roster
| N° | Naz.                       | Ruolo | Sportivo            | Anno | Alt. | Peso |
| -- | -------------------------- | ----- | ------------------- | ---- | ---- | ---- |
| 3  | Stati Uniti (bandiera)     | A     | Shareef Abdur-Rahim | 1976 | 206  | 102  |
| 5  | Stati Uniti (bandiera)     | G     | Orien Greene        | 1982 | 193  | 94   |
| 5  | Stati Uniti (bandiera)     | G     | Anthony Johnson     | 1974 | 191  | 86   |
| 7  | Stati Uniti (bandiera)     | G     | Dahntay Jones       | 1980 | 198  | 95   |
| 8  | Stati Uniti (bandiera)     | G     | Quincy Douby        | 1984 | 191  | 79   |
| 9  | Stati Uniti (bandiera)     | A     | Kenny Thomas        | 1977 | 201  | 118  |
| 10 | Stati Uniti (bandiera)     | G     | Mike Bibby          | 1978 | 185  | 86   |
| 13 | Stati Uniti (bandiera)     | C     | Darryl Watkins      | 1984 | 211  | 117  |
| 15 | Stati Uniti (bandiera)     | G     | John Salmons        | 1979 | 201  | 95   |
| 19 | Slovenia (bandiera)        | G     | Beno Udrih          | 1982 | 191  | 93   |
| 22 | Stati Uniti (bandiera)     | A     | Shelden Williams    | 1983 | 206  | 113  |
| 23 | Stati Uniti (bandiera)     | G     | Kevin Martin        | 1983 | 201  | 84   |
| 30 | Stati Uniti (bandiera)     | A     | Justin Williams     | 1984 | 208  | 102  |
| 31 | Stati Uniti (bandiera)     | C     | Spencer Hawes       | 1988 | 213  | 111  |
| 32 | Rep. Dominicana (bandiera) | GA    | Francisco García    | 1981 | 201  | 88   |
| 33 | Stati Uniti (bandiera)     | C     | Mikki Moore         | 1975 | 211  | 102  |
| 42 | Stati Uniti (bandiera)     | AC    | Lorenzen Wright     | 1975 | 211  | 102  |
| 52 | Stati Uniti (bandiera)     | C     | Brad Miller         | 1976 | 211  | 111  |
| 93 | Stati Uniti (bandiera)     | A     | Ron Artest          | 1979 | 198  | 111  |

## Staff tecnico
- Allenatore: Reggie Theus
- Vice-allenatori: Kenny Natt, Chuck Person, Rex Kalamian, Jason Hamm, Randy Brown
- Vice-allenatore/scout: Bubba Burrage
- Preparatore fisico: Daniel Shapiro
- Preparatore atletico: Pete Youngman